# Ås (konstruktion)
 For alternative betydninger, se ås. (Se også artikler, som begynder med ås)
En ås en del af skelettet i en tagkonstruktion for tage med hældning. En ås er en træbjælke, der ligger vandret i tagets retning, som bærer spær og tagbeklædning.

## Fodnote
1. ↑  "Illustreret Byggeordbog – Ås". Arkiveret fra originalen 4. marts 2016. Hentet 9. december 2011.